# Schlafhaus

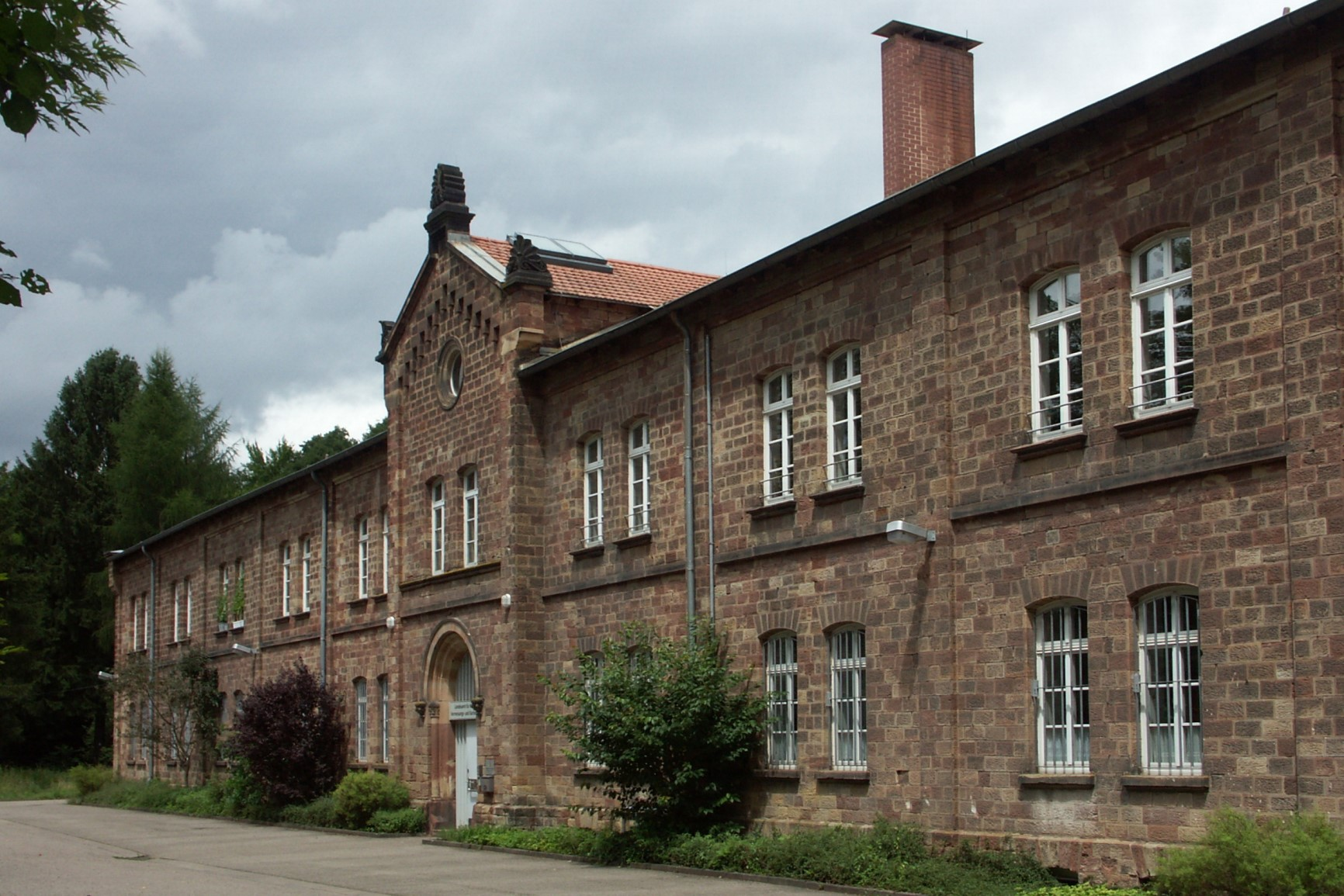
Schlafhaus der ehemaligen Grube Von der Heydt.

Ein Schlafhaus war eine vor allem im Saarrevier verbreitete bauliche Unterkunft, die Bergleuten während der Arbeitswoche als Schlafstätte diente. Schlafhäuser wurden von den preußischen Staatsgruben im 19. Jahrhundert in der Nähe der Förderanlagen errichtet. In dieser Verwendung handelte es sich um Knappenhäuser.
Auch in der Eisenindustrie wurden Schlafhäuser als Unterkunft für die Arbeiter errichtet, die aus weiter entfernt liegenden Wohnorten kamen.

## Geschichte
Seit 1815 standen die Kohlengruben des Saargebiets im Besitz des Preußischen Staates. Bei insgesamt unter 2000 Beschäftigten bestanden bereits in den 1830er Jahren Probleme, Wohnraum für neue eingestellte Bergleute zu beschaffen. Hunderte von ihnen lebten in Grubengebäuden, teilweise auf Dachböden, wo sie auf dem Bretterboden mit einem Strohsack übernachteten. Leopold Sello, von 1816 bis 1857 Präsident der Königlich-Preußischen Bergwerksdirektion in Saarbrücken, schlug 1842 in einem „Brief zur Unterbringung auswärtiger Bergleute in Schlafhäusern“ die Anwerbung „unbeschäfthigter Hände“ aus entfernteren Gegenden vor: „Diese Leute gehen Sonnabend in ihre Heimath, bringen Montags Lebensmittel für die ganze Woche mit und schlafen dicht gedrengt in den ihnen eingeräumten Zimmern“. Für die zwischen Grube und Heimatort pendelnden Bergarbeiter bürgerten sich die Begriffe Saargänger, Ranzenmänner oder Hartfüßer ein. Längerfristig strebte Sello an, durch Darlehen und Geldprämien Bergarbeitern den Hausbau in Grubennähe in der Form sogenannter Prämienhäuser zu ermöglichen.
Die Errichtung von Schlafhäusern konnte mit der raschen Ausweitung des Bergbaus nicht Schritt halten: Von der 1850 errichteten Grube Von der Heydt wird 1854 berichtet, dass 160 Arbeiter auf Strohsäcken nächtigen und so zusammengedrängt seien, dass „nicht jeder dieser Leute dieses ärmliche Lager benutzen kann“. Bergrat Sello räumte 1855 ein, dass man von diesen Bergarbeitern kein Schlafgeld erheben könne, „wie dies in ordentlich eingerichteten Schlafsälen geschieht.“ Ab 1855 konnten 400 der 1.583 auf der Grube Von der Heydt beschäftigten Bergarbeiter in zwei provisorischen Schlafschuppen übernachten.
In den 1870er Jahren entstand eine neue Schlafhauskonzeption, die versuchte, der Kritik an den Zuständen Rechnung zu tragen und sich von den alten Schlafschuppen abzuheben. Als Prototyp dieses auch als „Repräsentative Schlafkaserne“ bezeichneten Typs gilt das Schlafhaus I in Von der Heydt, das zwischen 1873 und 1875 für 250.000 Mark errichtet wurde. Der für 250 Bergarbeiter konzipierte zweigeschossige Bau mit einer Grundfläche von 70 auf 19 Metern ist in Sandstein ausgeführt, ein Mittelrisalit betont die Symmetrie des Gebäudes. Neben den Schlafräumen waren Waschgelegenheiten, in einzelne Zellen untergliederte Abortanlagen, Koch- und Essräume sowie Unterhaltungsräume vorhanden. Zwischen 1886 und 1890 entstand das Schlafhaus II; beide Gebäude werden in der Gegenwart vom saarländischen Landesamt für Kataster-, Vermessungs- und Kartenwesen beziehungsweise dem Landesbetrieb SaarForst genutzt.
Zwischen 1911 und 1912 entstand in der Spätphase des Schlafhauswesens ein Schlafhaus auf der Grube Maybach, das im „Pavillon-Stil“ errichtet wurde. In der Zeit der französischen Grubenverwaltung wurde 1920 auf der Sulzbacher Grube Mellin ein letztes großes Schlafhaus gebaut.
1902 waren im Saarrevier 29 Schlafhäuser mit 4.755 Bewohnern vorhanden; 1910 waren es 39 Häuser mit knapp 5.000 Einliegern. Bedingt durch die Mitte der 1920er Jahre einsetzende Reduzierung der Belegschaften sank die Bedeutung der Schlafhäuser; 1939 waren es noch vier Einrichtungen, die von 372 Bergarbeitern genutzt wurden. Bereits Ende des 19. Jahrhunderts hatte sich durch die zunehmende Verbreitung der Eisenbahn der relative Anteil der Saargänger vermindert, der 1875 ein Drittel der Belegschaft betragen hatte.

## Alltag

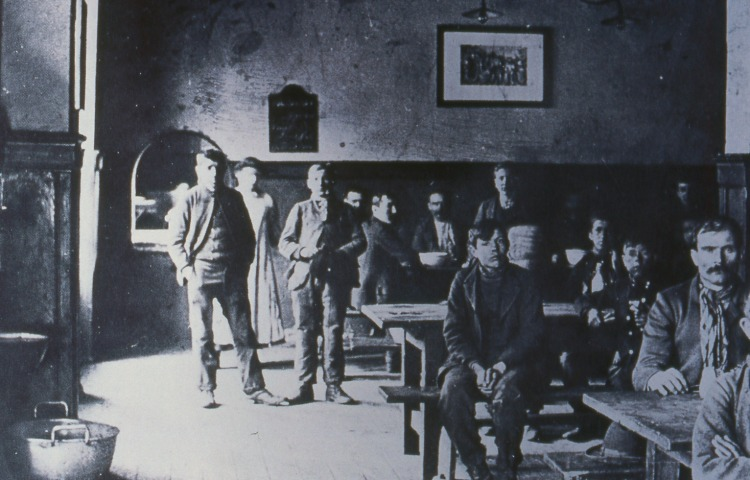
Esssaal im Schlafhaus I der Grube Von der Heydt (um 1905).

„Sobald ein Arbeiter in dem Schlafhause angekommen ist, steht er unter der Aufsicht des Hausmeisters, dem er in allen Angelegenheiten des Hauses Gehorsam schuldig ist.“

Den Bergarbeitern standen in den Schlafhäusern für eine monatliche Miete von zwei Mark ein Bett, Bettwäsche und ein Spind zur Verfügung. Zudem konnten Gemeinschaftsküchen benutzt werden, in denen auf ständig unter Feuer gehaltenen Kochherden von zu Hause mitgebrachte Lebensmittel, überwiegend Kartoffeln, zubereitet werden konnten. Ergänzend dienten oft direkt neben den Schlafhäusern eingerichtete Verkaufsstellen des „Königlich-Preußischen Consumvereins“ der Versorgung der Bergleute.
Für die Ordnung im Schlafhaus war ein vom Bergamt eingesetzter Hausmeister verantwortlich, der Stubenälteste für die einzelnen Schlafräume mit in der Regel sieben bis zwölf Betten ernannte. Glücksspiel, Ausspeien und Pfeifenausklopfen waren im Schlafhaus verboten. Die Bewohner hatten im Besitz eines ordentlichen Anzugs zu sein; Arbeitskleidung durfte nur bei Schichtanfang und -ende getragen werden. Innerhalb einer halben Stunde nach Schichtende mussten die Schlafhausbewohner gewaschen sein. Frauen durften das Schlafhaus nur kurzzeitig betreten, um ihre Angehörigen mit Lebensmitteln oder Kleidung zu versorgen. Die Haustür wurde um 21:30 Uhr geschlossen; das Licht um 22:00 Uhr gelöscht.
Schlafhausräume waren mit Bildern des Kaisers, verschiedener Bergbeamter, Prinzen, Generäle und Politiker versehen; vom Schlafhaus IV der Grube Heinitz sind Wandsprüche bekannt:
Deutschland, Deutschland über Alles, über Alles in der Welt, wenn es stets zu Schutz und Trutz brüderlich zusammen hält!

Willst du borgen, komme morgen!

Nur fein mäßig wackere Knaben, die das Leder hinten haben!

Ein guter Trank aus Gerst und Hopfen, das sind die besten Wundertropfen!

## Bewertung
Der Industriearchäologe und Kunsthistoriker Rainer Slotta zählte die Schlafhäuser „mit Sicherheit zu den bemerkenswertesten und typischen Phänomen des saarländischen Bergbaus des 19. und frühen 20. Jahrhunderts.“ Die in den Schlafhäusern angebrachten Wandsprüche zeigen für Slotta „in aller Deutlichkeit, daß der Bergfiskus eine deutliche, paramilitärische Kasernierung und Disziplinierung der Bergleute betrieb.“ Für die Historiker Klaus-Michael Mallmann und Horst Steffens war der Bau der Schlafhäuser nicht allein durch das betriebliche Interesse motiviert, weite und leistungsmindernde Arbeitswege zu vermeiden. Da den Bergarbeitern weiterhin Subsistenzmöglichkeiten durch Viehhaltung und Ackerbau ermöglicht wurden, seien sie nicht ausschließlich auf den Markt angewiesen gewesen, womit für den preußischen Bergfiskus mehr Spielraum für eine Niedriglohnpolitik bestanden habe. In ihrer Mobilität eingeschränkt, habe sich für die „Arbeiterbauern“ die disziplinierende Wirkung der Strafordnungen erhöht, die als härteste Sanktion ein Arbeitsverbot für das gesamte Revier vorsahen, so Mallmann und Steffens.